# Fakulteta tehniških znanosti v Novem Sadu
Fakulteta tehniških znanosti (izvirno srbsko Fakultet tehničkih nauka u Novom Sadu), s sedežem v Novem Sadu, je fakulteta, ki je članica Univerze v Novem Sadu.
Trenutni dekan je prof. dr. Rade Doroslovački.